# Kohanivka, Ciutove
Kohanivka (în ucraineană Коханівка) este un sat în așezarea urbană Artemivka din raionul Ciutove, regiunea Poltava, Ucraina.

## Demografie
Componența lingvistică a localității Kohanivka
     Ucraineană (95,03%)
     Rusă (4,97%)
Conform recensământului din 2001, majoritatea populației localității Kohanivka era vorbitoare de ucraineană (95,03%), existând în minoritate și vorbitori de rusă (4,97%).